# هاري أوبويل
هاري أوبويل (بالإنجليزية: Harry O'Boyle)‏ هو لاعب كرة قدم أمريكية أمريكي، ولد في 31 أكتوبر 1904، وتوفي في 5 مايو 1994.